# Dysdera laterispina
Dysdera laterispina är en spindelart som beskrevs av Carlo Pesarini 200. Dysdera laterispina ingår i släktet Dysdera och familjen ringögonspindlar.
Artens utbredningsområde är Grekland. Inga underarter finns listade i Catalogue of Life.